# Microclysia phillippii
Microclysia phillippii là một loài bướm đêm trong họ Geometridae.